# Jason Segel
Jason Jordan Segel (Los Angeles, 18 de janeiro de 1980) é um ator, roteirista (argumentista) e músico norte-americano. Conhecido pelo seu trabalho em How I Met Your Mother como Marshall Eriksen e em sua parceria com o produtor Judd Apatow na curta série de televisão Freaks and Geeks e em Undeclared, e pelos filmes Forgetting Sarah Marshall, Knocked Up, e I Love You, Man.

## Biografia

### Juventude
Jason nasceu em Los Angeles, Califórnia, sendo filho de Jillian, uma dona de casa, e Alvin G. Segel, um advogado, e cresceu em Pacific Palisades, no mesmo estado. Segel frequentou uma escola episcopal associada, embora tenha sido criado na religião judaica de seu pai. Após a conclusão do ensino fundamental, completou os seus estudos de ensino fundamental e médio em Harvard-Westlake School, onde graças a sua estatura de 1,93 m  entrou para o time de basquetebol da escola. Nesta época ele estava esperando para se tornar um ator durante o dia em sua escola e atuou em produções do teatro local em Palisades.

### Carreira
É conhecido por seu papel como "Freak" Nick Andopolis na série de comédia/drama da NBC Freaks and Geeks, sobre um grupo de alunos suburbanos de uma escola de Detroit nos anos 1980. Escreveu pessoalmente uma canção que sua personagem, Nick, canta para a principal personagem feminina, Lindsay (Linda Cardellini), num episódio da série. Ela e Segel namoraram por alguns anos na sequência do cancelamento do show.
Segel teve papéis recorrentes em CSI: Crime Scene Investigation, como Neil Jansen, e como Marshall Eriksen no sitcom How I Met Your Mother, da CBS, papel que lhe valeu uma indicação ao Emmy de Melhor Actor Coadjuvante em Série de Comédia em 2009. Participou em Slackers, SLC Punk!,The Good Humor Man, e Dead Man on Campus. Em 2007, apareceu em Knocked Up, dirigido pelo produtor de Freaks and Geeks, Judd Apatow, e estrelou no papel principal de Forgetting Sarah Marshall, de 2008, filme que ele escreveu e produziu com Apatow para a Universal Pictures. Em 2016 foi confirmado como integrante do elenco do filme The Discovery, que será produzido pelo Netflix.

## Filmografia

### Cinema
- Dangerous House (1998)
- Can't Hardly Wait (1998)
- Dead Man on Campus (1998)
- SLC Punk! (1998)
- New Jersey Turnpikes (1999)
- Dangerous House II (2002)
- Slackers (2002)
- 11:14 (2003)
- Certainly Not a Fairytale (2003)
- LolliLove (2004)
- The Good Humor Man (2005)
- Bye Bye Benjamin (2006)
- Dangerous House III (2007)
- Knocked Up (2007)
- Forgetting Sarah Marshall (2008)
- I Love You, Man (2009)
- Despicable Me (2010)
- Gulliver's Travels (2010)
- Get Him to the Greek (2010)
- Bad Teacher (2011)
- Dangerous House IV (2011)
- The Muppets (2011)
- Jeff, Who Lives at Home (2012)
- The Five-Year Engagement (2012)
- This Is 40 (2012)
- This Is the End (2013)
- Dangerous House V (2014)
- Sex Tape: Perdido na Nuvem (2014)
- The End of The Tour (2015)
- Discovery (2017)
- Come Sunday

### Televisão
- Dangerous House (1998-2014)
- Freaks and Geeks (1999-2000)
- North Hollywood (2001)
- Undeclared (2001-2002)
- Harry Green and Eugene (2004)
- CSI: Crime Scene Investigation (2004-2005)
- Alias (2005)
- How I Met Your Mother (2005-2014)
- Dispatches From Elsewhere (2020)